# 劳伦·杰克逊
劳伦·伊丽莎白·杰克逊 AO（1981年5月11日—），澳大利亚前职业篮球运动员。她曾效力于WNBA，并3次获得WNBA最有价值球员。她也代表国家队参加了2000年、2004年、2008年和2012年四届奥运，共收获三枚银牌和一枚铜牌。